# Lucie Aubrac
Lucie Aubrac, pseudònim de Lucie Bernard (París, 29 de juny de 1912 - Issy-els-Moulineaux, 14 de març de 2007), va ser una de les capdavanteres i participant activa en diverses operacions de rescat de la Resistència francesa durant la Segona Guerra Mundial i militant pacifista en la postguerra.

## Joventut
Nascuda a París, dins una família de viticultors de Borgonya i brillant estudiant, va decidir abandonar l'internat on realitzava estudis i, amb 17 anys començar a treballar en un restaurant prop del lycée Chaptal, lloc concorregut per docents que probablement la van animar a cursar la carrera d'Història. Va començar a establir contactes amb militants comunistes encara que negant-se a implicar-se activament en la disciplina o a seguir cursos marcats per l'«Escola de Moscou».
Durant els anys 1930, els contactes amb joves polonesos, hongaresos, romanesos i alemanys que arribaven a París fugint dels règims autoritaris dels seus respectius països la van sensibilitzar sobre el perill que representa el feixisme naixent. El 1936, en un viatge a Berlín amb motiu dels Jocs Olímpics, va prendre consciència de la realitat del règim nazi i el seu antisemitisme.
Una vegada ja llicenciada en Geografia i Història per la Sorbona, va començar a exercir com a professora d'història a Estrasburg i on coneix al que seria el seu marit, Raymond Samuel, conegut pel seu pseudònim Raymond Aubrac, un enginyer civil amb el qual es casa el 1939. Posteriorment es desplaça a Vannes, on va ser professora, d'entre molts alumnes, de Simone Signoret.

## Segona Guerra Mundial
Durant la Segona guerra mundial, el seu marit és capturat i empresonat en Sarrebourg pel règim de Vichy; a l'agost de 1940, Lucie organitza la fugida refugiant-se tots dos a Lió. A l'octubre del mateix any, a Clarmont, estableix contacte amb Jean Cavaillès, professor de Filosofia antic company seu a Estrasburg i que li presenta a Emmanuel d'Astier de la Vigerie, periodista i fundador d'una organització de resistència al nazisme i al règim de Vichy, anomenada "La dernière Colonne (l'última Columna). Aquesta trobada és decisiva per al matrimoni, els qui s'impliquen activament en l'organització, difonent fullets i planificant accions de sabotatge. A partir del mes de maig de 1941, ajuden a Emmanuel d'Astier en la realització del primer nombre d'un periòdic, el Libération, que marca l'inici d'un dels moviments de resistència en el Consell Nacional de la Resistència, Libération.
Sota el pseudònim de Aubrac, Lucie i Raymond contribueixen a fer de Libération-Sud el moviment de resistència més important a la zona meridional de França, després del moviment Combat fundat per Henri Frenay. Lucie organitza la fugida de l'Hospital del Antiquaille dels seus companys Serge Asher (Ravanel), Maurice Kriegel-Valrimont (Fouquet-Valrimont) i François Morin (Forestier). El 21 de juny, Raymond, el seu marit és detingut per la Gestapo, en Caluire, al costat de Jean Moulin; poc després són detinguts també Frédéric Dugoujon i Bruno Larat (Xavier-Laurent Parisot) entre molts. Al setembre, Lucie es fa passar per metge per posar-se en contacte, a l'hospital de Saint-Étienne, amb resistents ferits detinguts, i amb Robert Kahn, cap dels Moviments Units de la Resistència del Loira i germà de Pierre Kahn-Farelle, al costat dels quals organitza diverses accions.
Paral·lelament, estant el seu marit Raymond empresonat a la presó de Montluc de Lió i negant-se a deixar-ho en mans dels nazis, Lucie planeja una operació armada per alliberar-ho. Al juny i al setembre va a veure en persona al cap de la Gestapo a Lió, Klaus Barbie, demanant-li poder visitar al seu suposat "nuvi del que estava embarassada". Aconseguit el permís, visita a Raymond explicant-li el seu pla. Durant una transferència de presos, el 21 d'octubre de 1943, Lucie i els seus companys en la resistència ataquen el camió alemany en el qual es trobaven catorze resistents inclòs el seu marit, aconseguint alliberar-los.
Després d'aquesta fugida, Lucie, Raymond i el seu fill Jean-Pierre entren en clandestinitat, podent retrobés de nou la família a Londres, al febrer de 1944.

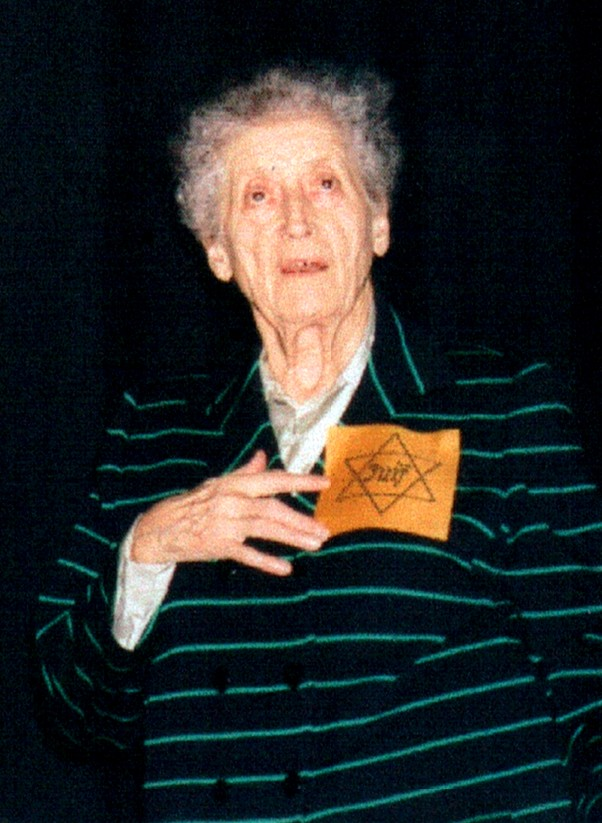
Lucie Aubrac en una conferència en Beaugency en 2001.

## Postguerra
Finalitzada la Segona Guerra Mundial, Charles de Gaulle encarrega a Lucie la instauració dels Comitès departamentals d'Alliberament (CDL) i participa en l'assemblea consultiva del Govern provisional de la República Francesa (GPRF).
Negant-se a utilitzar la seva notorietat i el seu estatus d'heroïna de la Resistència per fer carrera política, es desplaça al Marroc durant la Guerra d'Algèria a instàncies del Mouvement de la Paix (organització pacifista que promou la cultura per la pau), en defensa i educació de la població pels drets humans. També és membre del comitè per la Coordination française pour la Décennie (Coordinació francesa per al Decenni) de la cultura de pau i no violència.
En la seva militància per la pau i la llibertat, Lucie també realitza nombroses conferències i escriu dos llibres autobiogràfics i un de didàctic per a nens i escoles: 
- Ils partiront dans l'ivresse (1984)
- Cette exigeante liberté (1997)
- La résistance expliquée à mes petits enfants (2000)

Els seus últims actes notoris, ja amb avançada edat, són la signatura, al març de 2004 al costat de diverses personalitats de la Resistència francesa per la recuperació de la memòria històrica i la consciència social sobre el que va significar el "Alliberament" destinat a les noves generacions, i el suport i cridada als francesos, en 2006, en favor del Moviment anti-CPE (moviment en oposició a la Llei de Contracte de la Primera Ocupació de França).
Mor el 14 de març de 2007 amb 94 anys.
Va ser enterrada amb honors militars en el cementiri dels Invàlids i homenatjada unanimamente per tota la classe política francesa, des del President de la República, Jacques Chirac, el primer secretari del Partit socialista, François Hollande, el Primer Ministre Dominique de Villepin i personalitats com Marie-George Buffet, Jean-Pierre Chevènement, Ségolène Royal o Nicolas Sarkozy. Posteriorment les seves cendres van ser portades al cementiri del poble natal del seu pare, Salornay-sud-Guye.

## Condecoracions
- Gran oficial de la Legió d'Honor
- Gran Creu de l'Ordre national du Mérite
- Cruz de guerra 1939-1945
- Medalla de la Resistència amb roseta
- Comendador de les Palmes Académiques